# Vélez Club de Fútbol
El Vélez Club de Fútbol es un club de fútbol de España, de la ciudad de Vélez-Málaga, en la Provincia de Málaga. Fundado en 1922, federado por primera vez en 1928 e inscrito en la Federación Regional Sur de forma definitiva en 1941. Debutó en categoría nacional en 1960 al ascender a la tercera categoría del fútbol español, la antigua Tercera División. Actualmente ha sido excluido para la temporada 2024-25 del Grupo 2 de la División de Honor Andaluza.

## Historia del Club
Aunque es prácticamente imposible datar cuando se disputó el primer partido de futbol en Vélez-Málaga podemos deducir que, como en muchas ciudades cercanas, los años 10 del pasado siglo XX marcarían la llegada del balompié a la capital de la Axarquía traído por jóvenes estudiantes de la ciudad desde sus respectivas ciudades universitarias o incluso por los trabajadores de la línea del tren que unía a la ciudad de Málaga con la capital axárquica, inaugurado en enero de 1908 y en el que, obviamente, se trabajaba desde hacía varios años. Sin embargo el club veleño se fundó con el nombre de Sociedad Deportiva Vélez F.C. el 22 de septiembre de 1922, jugando pocos días después su primer partido en el que venció al conjunto malacitano del Plus Ultra por 4-1, tras mantener una reunión "fundacional" sus 22 promotores la tarde anterior en el Café ABC de la ciudad veleña.  Si bien, como nos indica el investigador deportivo y escudo de oro del club veleño, Jesús Hurtado Navarrete, autor del libro "Vélez 75 años de fútbol", ya en 1921 se iba a poner en marcha el proyecto, pero el dinero reservado para tal fin fue donado de forma altruista para sufragar alimentos, medicinas o ropa para los soldados españoles que luchaban (entre ellos casi un centenar de veleños) en la guerra del Rif.
Recientes investigaciones del propio Jesús Hurtado, han arrojado más luz a los orígenes del fútbol veleño, y según crónica encontrada en las "notas deportivas" del periódico malagueño La Unión Mercantil, en el citado año 1921 ya existían varios equipos veleños que se medían en diferentes "match" de gran rivalidad, estos eran el "Júpiter FC" y el "Iberia Balompié". Estos clubes que tuvieron muy poca vida pasarían a ser los equipos embriones del cual surgió el primitivo Vélez FC. 
Fue su primer presidente y a la vez jugador D. Juan Barranquero Aponte. El nombre inicial acabaría paulatinamente perdiendo el prefijo de "Sociedad Deportiva" a finales de los años 20,  posteriormente tras la guerra y a partir del 20 de diciembre de 1940 se haría público un Decreto-Ley por el cual se debían eliminar todos los extranjerismos de los nombres de los clubs españoles, por lo que la Real Federación Española de Fútbol emitió una circular en la que ordenaba a los clubes la eliminación de todo extranjerismo antes del 1 de febrero de 1941, el Vélez Foot-Ball Club, bajo el mandato de D. Fernando Vivar Marín, pasaría a denominarse Vélez Club de Fútbol. Con esta nomenclatura el equipo jugaría hasta entrados los años 50. Momento que al estar ayudado o subvencionado por el Ayuntamiento y al ser un club modesto y no profesional, se le tiene que adjuntar obligatoriamente otra coletilla más, la de “Educación y Descanso”. El Vélez C.F. de Educación y Descanso jugaría en diferentes categorías regionales (1.ª y 2.ª regionales ordinarias) durante toda la década de los 40 y 50, como se demuestra en los diferentes anuarios de la R.F.E.F. hasta que una nueva directiva encabezada por D. José Guerra en 1959 con el equipo en Primera Categoría Regional tras haber ascendido la temporada anterior, opta por denominar al club (siempre con el mismo número de inscripción y autorización federativa) como C.D. Veleño, temporada esta en la que recupera sus verdaderos colores, camiseta blanca y pantalón blanco y obtiene por primera vez en su historia, el salto a la Tercera División de España tras alzarse con el título de 1.ª Regional Ordinaria.
Durante los primeros años 60 el club compite con solvencia en el que era tercer escalafón del fútbol español, una vez consumado su descenso en 1964 vuelve a luchar por retornar a tercera aunque no lo logrará hasta 1977, merced a la reestructuración de todas las categorías del fútbol español al crearse la 2.ª División B, precisamente es en esa temporada 1976-77 cuando siendo presidente de la entidad veleña D. Juan Peláez Ruiz, se decide recuperar el originario nombre de fundación del club, con la autorización federativa que nuevamente recibe, denominándose desde entonces como Vélez Club de Fútbol. A pesar de los diferentes cambios de nomenclatura es evidente que se trata del mismo club, algo que queda de manifiesto al tener el mismo número de inscripción que cuando fue federado por segunda vez en 1940, siendo por tanto el club decano del fútbol malagueño y el sexto por antigüedad de los clubes andaluces que siguen en activo.

### Años 1920 y 1930. Nacimiento
La Sociedad Deportiva Vélez F.C. compitió durante los años 20 y 30 en categorías provinciales no federadas, prueba de ello son la cantidad de programas de mano y que son de diferentes encuentros disputados en la capital de la Axarquía e incluso algunos en Loja. El mismo año de su fundación se llegaron a disputar alrededor de 15 encuentros amistosos, casi todos en la capital de la Axarquía, si bien hubo algunos desplazamientos para enfrentarse a equipos cercanos (Nerja, Torre del Mar, La Cala del Moral, Benagalbón). Es en esta última localidad donde precisamente se alzaría el Vélez F.C. con su primer trofeo al vencer al Pedregalejo por 1-2.
Existen bastantes documentos en los que el conjunto veleño aparece midiéndose en partidos frente a rivales como, Iberia Balompié, Fortuna, Sporting Club de Málaga, Victoria Eugenia, F.C. Malacitano o el Málaga Sport Club. En 1928 se federa el equipo por primera vez e inaugura el primer campo de juego del club, que hasta entonces disputaba sus encuentros sin sede fija o incluso alquilando la plaza de toros, se trata del conocido popularmente como "Campo del Tejar de Pichilín" ya que estaba situado junto al citado tejar, en la Calle Alberquilla, contando con un aforo aproximado de 500 espectadores, el partido inaugural lo disputan el titular veleño y el Recreativo del Carmen de Málaga, venciendo los capitalinos por 0-3. En los primeros años 30 jugaría en el Vélez F.C. uno de los integrantes de la mítica delantera del Sevilla F. C. los "Stukas". En concreto Miguel López Torrontegui, quien alternaba partidos con el Sporting de Málaga y el equipo de la capital de la Axarquía, donde era conocido como "Bilba" por sus orígenes vascos. Otro detalle curioso es que en el equipo jugó durante esos años un "futbolista" muy peculiar, se trata de Ana "Nita" Carmona Ruiz, conocida popularmente con el apodo de "Veleta" sin duda una de las pioneras, si no la primera, mujer futbolista en España.

### Años 1940 y 1950. Federación y años difíciles
En 1940 el club es federado por segunda vez en la Federación Regional Sur, durante los años 40 y 50 pasa por diferentes categorías tanto provinciales como regionales, principalmente 1.ª y 2.ª regional, debutando en esta segunda categoría según aparece reflejado en el anuario oficial de la RFEF del año 1942, obteniendo su primer título como campeón provincial en la temporada 1945–46 con la recordada alineación formada por los Cuesta, Mateo, Zapata, Fernández, Villanueva, Reyes, Pérez, Perico, Hilario, Natalio y Ortega, un once que los aficionados veleños se sabían de memoria. Durante los primeros años 50 se produce un hecho más que importante en la historia del fútbol en Vélez-Málaga como es la inauguración el 18 de julio de 1951 del Estadio Vivar Téllez donde el decano malagueño vivirá sus más grandes gestas hasta el momento, es en esta década de los 50 donde el Vélez CF de Educación y Descanso alterna su participación federada entre la 1.ª y la 2.ª Regionales Provinciales y Andaluza, en la temporada 1958–59 logra ascender a 1.ª Regional y al año siguiente, en la temporada 1959-60 el equipo veleño, dirigido magistralmente desde el banquillo por Juan Antonio Aparicio Nieto como CD. Veleño logra el ascenso por primera vez en su historia a categoría nacional tras proclamarse campeón de 1.ª Regional Ordinaria superando por un punto al Marbella. 

### Años 1960. El debut en categoría nacional
Debuta oficialmente en Tercera División de España (Grupo XI) la temporada 1960-61, en concreto el 11 de septiembre de 1960, frente al CD Ronda y cayendo en la ciudad del Tajo por 2-1 logrando el primer gol en la categoría el delantero Antonio Toré Frías. La primera victoria se haría esperar hasta la jornada 3, al vencer en Baeza por 1-2. El equipo de Aparicio firmó una buena temporada de debut, logrando con solvencia la salvación al finalizar en 10.ª posición el campeonato (el grupo estaba integrado por 16 equipos). En esta categoría se mantuvo hasta 1964 firmando buenas actuaciones, sobre todo en sus primeras tres temporadas, siendo su mejor clasificación histórica en la temporada 1961–62 cuando acabó la liga en octava posición. En 1964 el equipo, ya sin Juan Antonio Aparicio al frente descendería de categoría siendo colista aunque a tan solo un punto de la salvación. Tras su descenso, el conjunto veleño llegó a disputar la fase de ascenso en la temporada siguiente 1964-65, tras proclamarse de nuevo campeón del grupo I de 1.ª Regional pero quedando tercero en la liguilla de ascenso y no logrando el retorno a categoría nacional. Sigue firmando buenas actuaciones en la segunda mitad de la década. En 1968 se crea la Regional Preferente Andaluza, donde el equipo se mantendrá, siempre en la parte alta de la tabla hasta el final de la década. 

### Años 1970 y 1980. Regreso a Tercera División
Doce temporadas se mantuvo el equipo en categoría regional, firmando buenas actuaciones y alcanzando incluso el subcampeonato en la temporada 1974-75 pero sin lograr el anhelado ascenso. Sin embargo tras finalizar la liga 1976-77 en séptima posición y debido a la reestructuración de las competiciones por la creación de la 2.ª División B, el conjunto blanco retorna a la Tercera División de España en 1977, aunque realmente se mantenía en la cuarta categoría del fútbol español y permaneciendo en ella, casi siempre con clasificaciones en mitad de la tabla en una categoría bastante más competitiva que la actual (compuesta solo por 6 grupos), hasta la temporada 1982-83, en la que se firma una pésima temporada finalizando colista del grupo IX y venciendo solo un encuentro. Tras el descenso se mantiene durante cuatro temporadas en Regional Preferente, logrando un nuevo y efímero ascenso en 1987 ya que volvió a descender, aunque igual de efímero que su retorno porque tardó solo doce meses en recuperar la categoría nacional, ascendiendo en la temporada 1988-89 al acabar la liga de Regional Preferente como subcampeón, siendo solo superado por otro equipo vecino de la Axarquía, el C.D. Nerja, con el que vivirá emocionantes derbis comarcales en Tercera División en los primeros 90.

### Años 1990. Época dorada, título liguero y ascenso a 2.ª B
Tras una temporada de acoplamiento a la categoría el equipo veleño logra su primer título de liga en el Grupo IX de la Tercera División en la temporada 1991-92 siendo dirigidos desde el banquillo por el exjugador del club (y de otros como Real Betis, C. D. Málaga o Granada C. F.) José Carlos Fernández "Tello", aunque no se consiguió el ascenso, enclavado en la liguilla en el grupo D-2 quien finalmente ascendería sería el Écija Balompié, siendo el más recordado de esos encuentros el disputado en el Vivar Téllez el 14 de junio de 1992 frente al Talavera en el que los veleños se impondrían por 2-0. Tras un año algo anodino se volvería a clasificar para la liguilla de ascenso a 2.ªB en la temporada 1993-94 al acabar la liga como subcampeón pero de nuevo sin el premio del ascenso, esta vez en el Grupo D-3 junto a los conjuntos de Cortegana, Mérida B y Manchego de Ciudad Real, equipo este que finalmente ascendería superando por un punto al Vélez. Pero a la tercera va la vencida y al año siguiente, en una temporada recordada por los abultados marcadores que se dieron en algunos encuentros (13-0 al Garrucha o 10-0 al Atarfe Industrial) Goles del Vélez C.F. en la temporada 1994-95 y en la que destaca sin duda el 8-2 al C. D. Roquetas en el que el delantero sevillano Paco Sierra fue el autor de los 8 tantos veleños, el conjunto entrenado en esta ocasión por Fernando Rosas acaba la liga en 4.ª posición y accede de nuevo a la liguilla de ascenso, consiguiendo alcanzar la meta de la 2.ª División B tras superar a Tomelloso, Badajoz B y C.D. Pozoblanco, ascendiendo en la localidad cordobesa tras empatar a 3 tantos el 21 de junio de 1995. En aquella histórica fecha formaron de inicio para el equipo blanco Juanmi, Pablo, Mata, Ayala, Alberto, Jaime, Rafa Morales, Amaya, Curro, Chiqui y Berruezo.

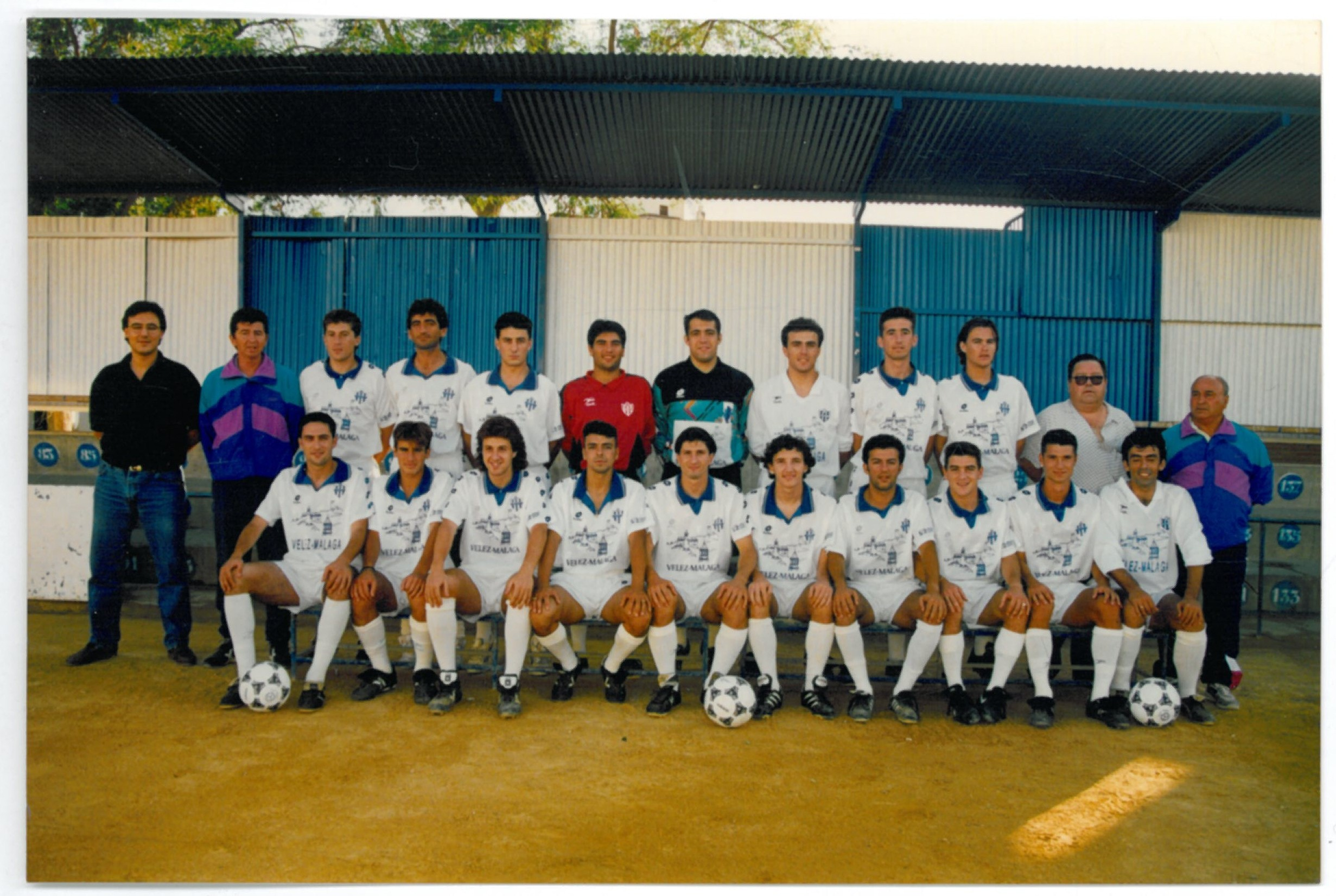
Plantilla del Vélez Club de Fútbol en la temporada 1994-95 que aparece en la web del club (archivo J. Hurtado)

En la tercera categoría del fútbol español se mantuvo dos años, firmando un meritorio 14.º puesto en su debut, en la temporada 1995-96 compitiendo con rivales de la talla de Málaga C. F., Cádiz C. F., Real Jaén, Granada C. F., Córdoba C. F., Elche C. F. o Recreativo de Huelva. En la segunda temporada en la categoría de bronce el equipo dirigido por Fernando Rosas muestra dos caras, en la jornada 20 está situado en 8.ª posición encadenando tres victorias consecutivas, sin embargo acaba descendiendo, tras acabar la liga 1996-97 en 18.ª posición completando una segunda vuelta desastrosa en la que estuvo 15 jornadas sin vencer sumando solo 5 puntos.

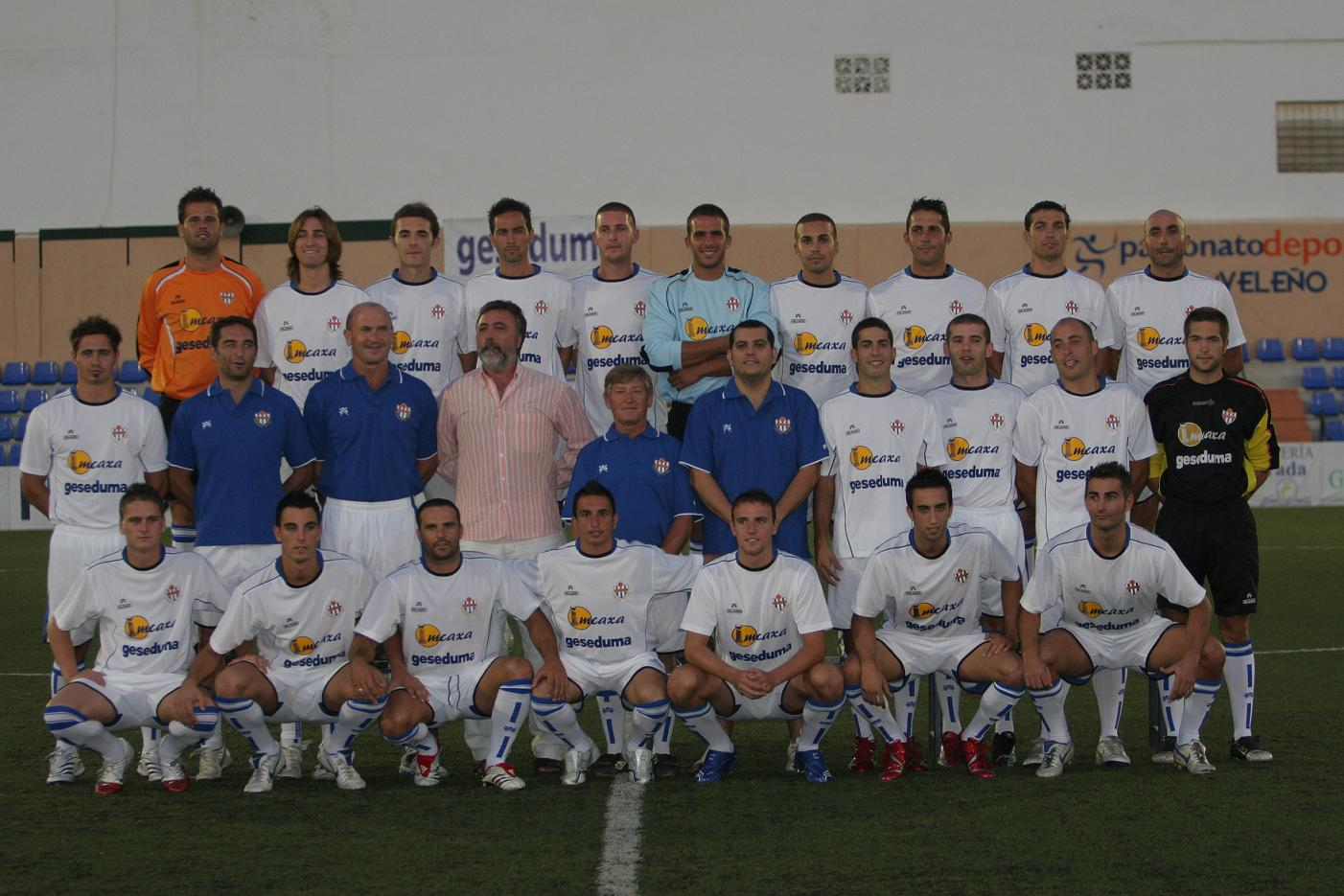
Plantilla del Vélez C.F. 2007-08 que se clasificó para el playoff de ascenso a 2.ªB (web oficial del club)

### SigloXXI. Al borde del abismo y el resurgir
Con la vuelta a Tercera División se sitúa entre los gallitos de la competición en la temporada 1997-98, finalizando el campeonato en 4.ª posición y volviendo a jugar liguilla de ascenso, pero de nuevo sin suerte enclavado en el grupo D-4 junto a Puertollano, C.D. San Fernando y Jerez de los Caballeros, quien acabaría ascendiendo. El equipo se mantuvo durante 5 temporadas más en Tercera División, con jugadores de la casa y a punto de desaparecer, algo que no ocurrió gracias a que se hicieron cargo de la entidad los responsables de la Escuela de Fútbol Francisco Castejón, encabezados por el Maestro D. Juan Herrera, aunque finalmente se acaba descendiendo a Regional Preferente en la 2002-03. Tras dos años, uno en Regional Preferente y ya el segundo en la recién creada Primera División Andaluza el entrenador con el que el club logró ser Campeón de Liga del Grupo IX de la Tercera División en 1992, José Carlos Fernández "Tello", rescató del ostracismo al equipo, firmando una gran temporada 2005-06, proclamándose campeón de liga y devolviéndolo de nuevo a Tercera División desde la temporada 2006-07, llegando incluso a jugar una nueva fase de ascenso a 2.ªB en la 2007-08, siendo dirigido por Adrián Gonzálvez, que le enfrentó en eliminatoria a doble partido al Club Deportivo Toledo y en la que sucumbió en el Salto del Caballo por penaltis tras lograr imponerse en la ida por 1-0 con gol de su capitán Damián y caer por el mismo resultado en Toledo, la suerte de los penaltis reflejó un 5-4 para los toledanos. 

### 2010-2020. Altibajos en Tercera División
Con el comienzo de la década el conjunto veleño atravesó dificultades evidentes tanto en lo deportivo como en lo institucional y económico. Se deshizo la plantilla que había llegado a jugar las eliminatorias de ascenso, hubo incluso denuncias por parte de algunos futbolistas. Finalmente lo extradeportivo quedó aparcado. La temporada 2011-12 fue crítica en lo que a clasificación se refiere, con el equipo salvándose en las últimas jornadas de un descenso a 1.ª Andaluza que hubiera sido mortal de necesidad. Durante esa misma temporada además se produce el fallecimiento del entrenador que llevó por primera vez al conjunto blanco a categoría nacional, Juan Antonio Aparicio. Durante el resto de la década se mantuvo la categoría sin muchos apuros, e incluso en la 2013-14 se aspiró de nuevo al playoff.
En la campaña 2019-20 el conjunto decano del fútbol malagueño finalizó la temporada en 16.ª posición, por lo que en la campaña 2020-21 sumó su temporada número 38 en el cuarto escalafón del fútbol español (decimoquinta consecutiva). La nueva temporada supuso el comienzo de una nueva era en el Vélez C.F. con la llegada de Magnus Phersson y Jesper Norberg, como director general y Director de Fútbol respectivamente y el exjugador de Atlético de Madrid o Sevilla F. C. Juan Carlos Gómez Díaz como inquilino del banquillo.

### Años 20. De nuevo, campeones de Liga
Durante la temporada 2020-21 el Vélez C.F. a las órdenes de Juan Carlos Gómez realizó una sólida campaña situándose como líder de su subgrupo de 3.ª división y logrando en la fase final el ascenso a la nueva Segunda División RFEF, consiguiendo además el título de Campeón de liga de 2020-21 después de 29 años.

### 2024, el futuro otra vez en el alambre
En la actualidad compite por tercera temporada consecutiva en el Grupo IV de Segunda Federación y tras un esperanzador comienzo de la temporada 2023-24 hasta 19 jugadores abandonaron el club en el mercado de invierno por falta de pago, lo que motivó la salida de los dirigentes suecos y la llegada de un nuevo propietario: el argentino Pablo Sebastián Nilo con el que ha continuado la sangría de jugadores y con el club llegando a disputar partidos sin cuerpo técnico y siendo incluso sancionado por no contar con las suficientes fichas del primer equipo, la situación ha llegado a tal punto que las peñas del club han tenido que hacerse cargo de la gestión, recaudando dinero para los jugadores que peor lo están pasando con unas imágenes que han dado la vuelta a España ante la pasividad del nuevo propietario que ni siquiera aparecía por las instalaciones del club.Hasta tal punto ha llegado la situación que en un alarde de generosidad y solidaridad tanto el Málaga Club de Fútbol como sus peñas han donado dinero al Vélez para desplazamientos y dietas, lo mismo que la Unión Deportiva Torre del Mar, rivales en el terreno de juego pero hermanos en situaciones de necesidad. Unos duros momentos para una entidad centenaria con un incierto futuro más allá del descenso de categoría.La situación del Vélez CF ha llegado hasta el Málaga Club de Fútbol , que ha realizado una campaña para recolectar fondos.
Una vez finalizada la temporada con el descenso a 3ª RFEF el club veleño ha sido descendido otra categoría por impagos con lo que tendría que haber competido en la temporada 2024-25 en el grupo 2 de División de Honor Andaluza, sin embargo, al no inscribir ni técnico ni jugadores tras el desastroso periplo de Pablo Nilo como supuesto presidente de la entidad centenaria el club ha sido expulsado de la competición y no se sabe que será de su futuro próximo.

## Escudo
El escudo histórico del Vélez C.F. es obra del magnífico pintor veleño Evaristo Guerra y data de la temporada 1960-61, año del estreno del club en categoría nacional. Consta de tres rayas azules sobre fondo blanco y en el medio tiene una franja en color rojo con el nombre del club y un balón de correillos y cuero marrón. Originalmente la franja de color rojo era blanca. En las últimas temporadas el escudo veleño ha recibido otras modificaciones, en 2006 se le añadió una banda semicircular alrededor con el lema "Fundado en 1922". Con motivo del 90 aniversario del club se hizo un diseño especial, efemérides que tuvo lugar el 22 de septiembre de 2012, recientemente y con motivo del 95 aniversario de la fundación se realizó igualmente un diseño para conmemorarlo, que el equipo lució durante la temporada 2017-18.
Con motivo del centenario del club se ha adoptado por parte de los nuevos regidores un escudo circular con las siglas VCF en el centro en color dorado sobre fondo azul rodeado del nombre del club y el año de fundación (1922) en azul sobre fondo blanco que, de momento, ha sustituido al escudo de 1960.

## Uniforme
- El uniforme histórico del club consta de camiseta, pantalón y medias blancas, si bien a lo largo de su dilatada historia el titular de la capital de la Axarquía ha jugado con diferentes indumentarias, a rayas azules y blancas e incluso a rayas rojiblancas con pantalón negro. En la actualidad el club mantiene su equipación clásica.

- Uniforme titular: Camiseta, pantalones y medias blancas con detalles azules.
- Uniforme alternativo: Camiseta, pantalones y medias color azul con detalles blancos.
- Proveedor técnico:
- Sponsor principal:

## Estadio
Juega sus partidos como titular en el Estadio Vivar Téllez. Fue inaugurado el 18 de julio de 1951, dotado de luz artificial en 1968 y remodelado completamente entre 2006 y 2010 sustituyendo el histórico albero por césped artificial. El Vivar Téllez tiene capacidad para aproximadamente 3.000 espectadores, todos sentados. Las dimensiones del terreno de juego son de 102x70 metros.
El Vélez C.F. también jugó durante el periodo 1996-2006 en el Polideportivo Municipal Fernando Ruíz Hierro. En sus primeros años de vida el conjunto veleño disputaba sus encuentros en la Plaza de Toros de la localidad y posteriormente en el "Campo de deportes del Vélez CF", situado en Calle Alberquilla y conocido popularmente como el campo del "Tejar de Pichelín".

## Trayectoria en la Copa del Rey

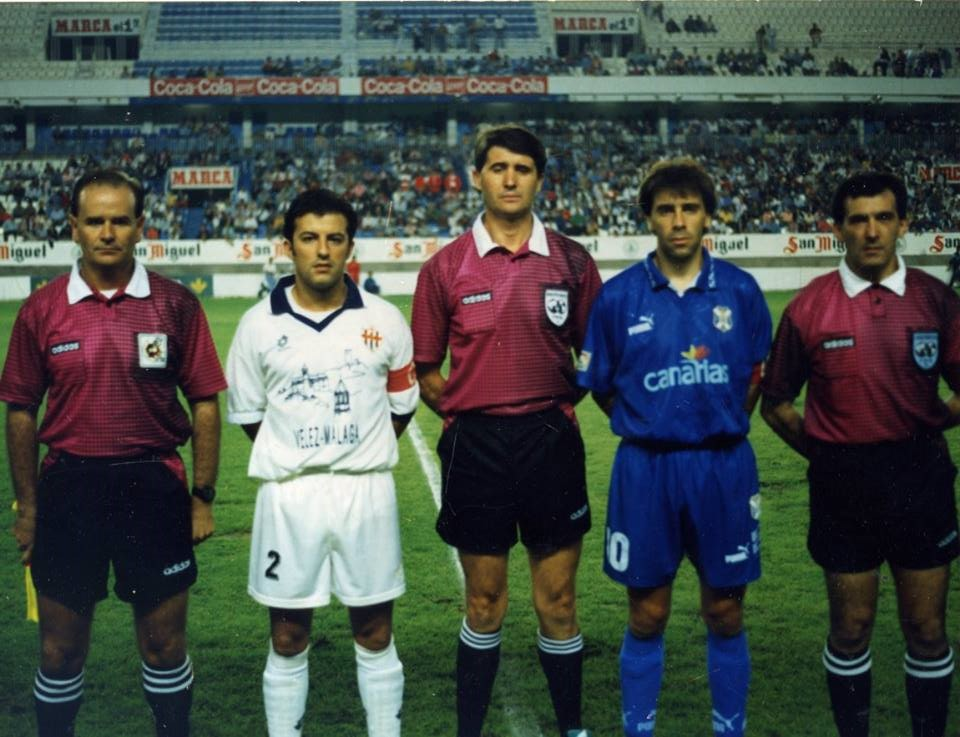
Pablo y Felipe Miñambres, capitanes de Vélez y Tenerife posan con el trío arbitral encabezado por Núñez Manrique. (J. Hurtado)

La primera participación del Vélez C.F. en la Copa de S.M. El Rey data de la temporada 1977-78 y el conjunto blanco se enfrentó al Club Deportivo Leganés cayendo los veleños en la ida disputada en el Luis Rodríguez de Miguel por 4-0 y empatando 2-2 en el encuentro de vuelta disputado en el Vivar Téllez. Apenas dos temporadas más tarde sería el Atlético Malagueño quien se cruzaría en el camino del Vélez C.F., disputándose la ida en la capital malacitana con victoria del filial blanquiazul por 2-0. En la vuelta el Vélez venció por 1-0.
Más de diez años tardó el equipo de la capital de la Axarquía en volver a disputar el torneo del KO. Sería en la temporada 1992-93 cayendo de nuevo, aunque esta vez en segunda ronda (por la retirada del Málaga C.F. en Primera ronda) ante el Real Jaén que se llevó la victoria en los dos partidos, 1-2 en el Vivar Téllez y 5-0 en la capital del Santo Reino. De nuevo el equipo jiennense sería el primer rival en la hasta el momento última y más exitosa participación veleña en la Copa, en la edición de 1996 con el equipo estrenando la categoría de Segunda División B. El primer choque en tierras malagueñas se saldó con empate (1-1) y la vuelta en el Estadio de La Victoria también acabó en tablas (2-2), el Vélez C.F. pasaba de ronda gracias al doble valor de los goles fuera de casa.
En 2.ª ronda tocó en suerte el C.D. Tenerife , un equipo de moda en aquellos años, asiduo de las competiciones europeas y que finalizó la liga en 5.ª posición. La ida tuvo que disputarse en el Estadio de La Rosaleda ya que los tinerfeños se negaban a jugar sobre albero. Muy digno papel del Vélez ante los Jokanovic, Pizzi, Juanele... que caía por 1-2 tras un partido muy físico del que las crónicas dicen que el equipo axárquico no mereció perder. En la vuelta el equipo veleño fue arrollado por los isleños que se impusieron en el Helidoro Rodríguez por el escandaloso resultado de 8-0, los chicharreros acabarían cayendo en cuartos de final frente al que a la postre sería vencedor del torneo, el Atlético de Madrid.

## Trayectoria en la Copa R.F.E.F.
El conjunto veleño participó por vez primera en esta competición en la temporada 2019-20, el bombo la deparó un primer cruce con el histórico Real Murcia, con el que se enfrentó a partido único en el Estadio Vivar Téllez de Vélez-Málaga el 3 de octubre de 2019 con el resultado final de 0-2 para los pimentoneros quedando el equipo blanco, por tanto, eliminado.

## Resumen de temporadas
- Temporadas en Primera División: 0.
- Temporadas en Segunda División: 0.
- Temporadas en Segunda División B: 2.
- Temporadas en Segunda División RFEF: 3.
- Temporadas en Tercera División: 38.
- Temporadas en Primera Regional Preferente Andaluza: 26.
- Temporadas en Segunda Regional: 14.

- Mejor puesto en la liga (categoría nacional): 8.º en la antigua Tercera División 1961-62, equivalente a la Primera Federación.
- Peor puesto en la liga (categoría nacional): 22.º en Tercera División, temporada 1987-88.

## Trayectoria en laCopa del Rey
- Participaciones totales: 5.

- Temporada 1977-78:

1.ª ronda, eliminado por el Club Deportivo Leganés Ida(f):4-0, Vuelta(c): 2-2.
- Temporada 1979-80:

1.ª ronda, eliminado por el Atlético Malagueño Ida(f): 2-0, Vuelta(c): 1-0.
- Temporada 1992-93:

1.ª ronda, clasificado frente al Málaga C.F., el Málaga se retiró. - 2.ª ronda, eliminado por el Real Jaén Ida(c): 1-2, Vuelta(f): 5-0.
- Temporada 1995-96:

1.ª ronda, clasificado frente al Real Jaén Ida(c): 1-1, Vuelta(f): 2-2. - 2.ª ronda, eliminado por el C.D. Tenerife Ida(c): 1-2, Vuelta(f): 8-0.
- Temporada 2021-22:

1.ª ronda, eliminado por la Unión Deportiva Las Palmas Partido único: 2-3.

## Trayectoria en laCopa Real Federación Española de Fútbol
- Participaciones totales: 1.

- Temporada 2019-20:

1.ª ronda, eliminado por el Real Murcia C.F. Partido único: 0-2.

## Mayores goleadas logradas y encajadas en categoría nacional
- Máxima goleada conseguida como local: Vélez C.F. 13-0 P.D. Garrucha (temporada 1994-95)
- Máxima goleada conseguida como visitante: U.D. Maracena 0-5 Vélez C.F. (temporada 2006-07)
- Máxima goleada recibida como local: Vélez C.F. 0-7 Real Balompédica Linense (temporada 1982-83)
- Máxima goleada recibida como visitante: UCAM Murcia 9-0 Vélez C.F. (temporada 2023-24)

## Palmarés
| Torneo                                                      | Campeón | Año del título    |
| ----------------------------------------------------------- | ------- | ----------------- |
| Tercera División de España                                  | 2       | 1991-92, 2020-21. |
| Primera Regional Provincial de Málaga                       | 2       | 1959-60, 1964-65. |
| Primera División Andaluza                                   | 1       | 2005-06.          |
| Segunda Regional Provincial de Málaga                       | 1       | 1945-46.          |
| Copa RFEF (Fase Autonómica de Andalucía Oriental y Melilla) | 1       | 2019-20.          |

### Trofeos amistosos
- Trofeo Ciudad de Vélez-Málaga (21):
- Trofeo Ciudad del Torcal (Antequera)  (1): 1979.

### Trayectoria histórica 1922-2024

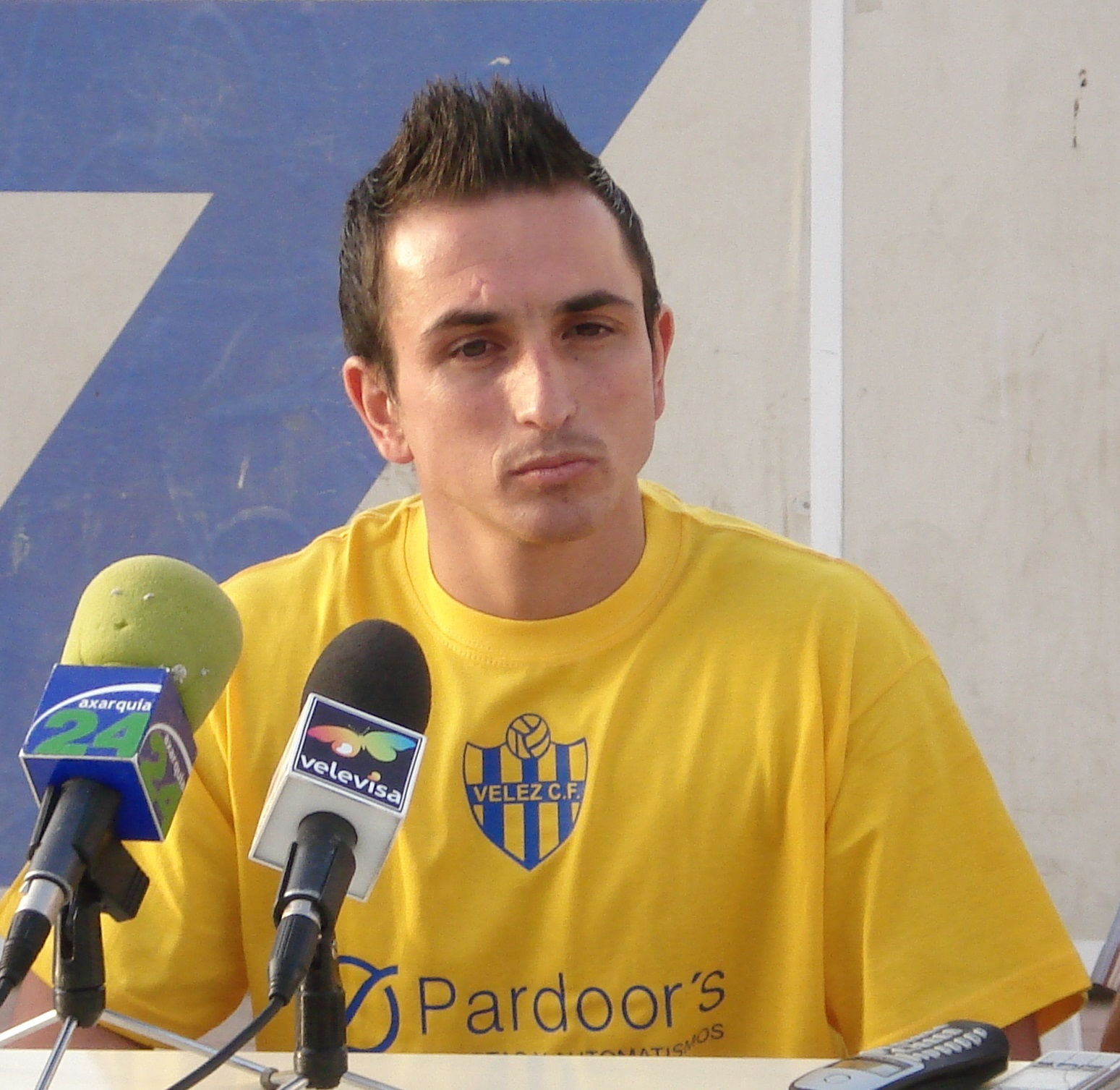
Damián Ramírez, jugador con más partidos en la historia veleña (473) Foto F.Calleja

El Vélez Club de Fútbol ocupa el puesto 299.º en la Clasificación Histórica de la 2.ª División B (datos hasta la temporada 2020-21) y el puesto 90.º en la Clasificación Histórica de la 3.ª División (datos hasta la temporada 2019-20), siendo en esta categoría el 8.º equipo andaluz y el 1.º entre los malagueños en la clasificación general. Esta trayectoria histórica temporada a temporada está contrastada con los anuarios de la RFEF.
| Temporada | División             | Posición |
| --------- | -------------------- | -------- |
| 1922-1941 | Torneos Provinciales | -        |
| 1941-42   | 2.ª Regional Prov    | 4.º      |
| 1942-43   | 2.ª Regional Prov    | 5.º      |
| 1943-44   | 2.ª Regional Prov    | -        |
| 1944-45   | 2.ª Regional Prov    | 5.º      |
| 1945-46   | 2.ª Regional Prov.   | 1.º      |
| 1946-47   | 2.ª Regional Prov.   | 3.º      |
| 1947-48   | 2.ª Regional Prov.   | 4.º      |
| 1948-49   | 2.ª Regional Prov.   | -        |
| 1949-50   | 2.ª Regional Prov.   | -        |
| 1950-51   | 1.ª Regional Prov.   | -        |
| 1951-52   | 1.ª Regional Prov.   | -        |
| 1952-53   | 2.ª Regional Prov.   | -        |
| 1953-54   | 1.ª Regional Prov.   | -        |
| 1954-55   | 1.ª Regional Prov.   | 10.º     |
| 1955-56   | 2.ª Regional Prov.   | 4.º      |
| 1956-57   | 2.ª Regional Prov.   | 3.º      |
| 1957-58   | 2.ª Regional Prov.   | 7.º      |
| 1958-59   | 2.ª Regional Prov.   | 5.º      |
| 1959-60   | 1.ª Regional Prov.   | 1.º      |
| 1960-61   | 3.ª División         | 10.º     |
| 1961-62   | 3.ª División         | 8.º      |
| 1962-63   | 3.ª División         | 13.º     |
| 1963-64   | 3.ª División         | 16.º     |
| 1964-65   | 1.ª Regional Prov.   | 1.º      |
| 1965-66   | 1.ª Regional Prov.   | 4.º      |
| 1966-67   | 1.ª Regional Prov.   | 3.º      |
| 1967-68   | Reg.Preferente       | 11.º     |
| 1968-69   | Reg.Preferente       | 4.º      |
| 1969-70   | Reg.Preferente       | 2.º      |

| Temporada | División           | Posición |
| --------- | ------------------ | -------- |
| 1970-71   | Reg.Preferente     | 7.º      |
| 1971-72   | Reg.Preferente     | 6.º      |
| 1972-73   | Reg.Preferente     | 16.º     |
| 1973-74   | Reg.Preferente     | 3.º      |
| 1974-75   | Reg.Preferente     | 2.º      |
| 1975-76   | Reg.Preferente     | 9.º      |
| 1976-77   | Reg.Preferente     | 7.º      |
| 1977-78   | 3.ª División       | 15.º     |
| 1978-79   | 3.ª División       | 10.º     |
| 1979-80   | 3.ª División       | 12.º     |
| 1980-81   | 3.ª División       | 13.º     |
| 1981-82   | 3.ª División       | 13.º     |
| 1982-83   | 3.ª División       | 20.º     |
| 1983-84   | Reg.Preferente     | 6.º      |
| 1984-85   | Reg.Preferente     | 6.º      |
| 1985-86   | Reg.Preferente     | 9.º      |
| 1986-87   | Reg.Preferente     | 2.º      |
| 1987-88   | 3.ª División       | 22.º     |
| 1988-89   | Reg.Preferente     | 2.º      |
| 1989-90   | 3.ª División       | 13.º     |
| 1990-91   | 3.ª División       | 12.º     |
| 1991-92   | 3.ª División       | 1.º      |
| 1992-93   | 3.ª División       | 13.º     |
| 1993-94   | 3.ª División       | 2.º      |
| 1994-95   | 3.ª División       | 4.º      |
| 1995-96   | Segunda División B | 14.º     |
| 1996-97   | Segunda División B | 18.º     |
| 1997-98   | 3.ª División       | 4.º      |
| 1998-99   | 3.ª División       | 14.º     |
| 1999-00   | 3.ª División       | 17.º     |

| Temporada | División                           | Posición  |
| --------- | ---------------------------------- | --------- |
| 2000-01   | 3.ª División                       | 12.º      |
| 2001-02   | 3.ª División                       | 14.º      |
| 2002-03   | 3.ª División                       | 18.º      |
| 2003-04   | Reg.Preferente                     | 6.º       |
| 2004-05   | 1.ª Andaluza                       | 11.º      |
| 2005-06   | 1.ª Andaluza                       | 1.º       |
| 2006-07   | 3.ª División                       | 7.º       |
| 2007-08   | 3.ª División                       | 4.º       |
| 2008-09   | 3.ª División                       | 8.º       |
| 2009-10   | 3.ª División                       | 10.º      |
| 2010-11   | 3.ª División                       | 15.º      |
| 2011-12   | 3.ª División                       | 17.º      |
| 2012-13   | 3.ª División                       | 8.º       |
| 2013-14   | 3.ª División                       | 6.º       |
| 2014-15   | 3.ª División                       | 11.º      |
| 2015-16   | 3.ª División                       | 8.º       |
| 2016-17   | 3.ª División                       | 15.º      |
| 2017-18   | 3.ª División                       | 12.º      |
| 2018-19   | 3.ª División                       | 5.º       |
| 2019-20   | 3.ª División                       | 16.º      |
| 2020-21   | 3.ª División                       | 1.º       |
| 2021-22   | 2.ª División RFEF                  | 11.º      |
| 2022-23   | 2.ª División RFEF                  | 13.º      |
| 2023-24   | 2.ª División RFEF                  | 17.º      |
| 2024-25   | División de Honor Andaluza 2024-25 | Expulsado |

## Jugadores importantes en la historia del club
- Juan Barranquero
- Antonio Castaños
- Plácido Jurado
- Francisco Quero Ruiz
- "Bilba" Miguel López Torrontegui
- Ana Carmona Ruiz "Veleta"
- Juan Zapata Robles
- José Hidalgo Reyes
- Juan Ortega
- Antonio Toré Frías
- Antonio Benítez
- Juan López "Chani"
- José Santacruz Rodríguez
- Antoni Viñolo Velázquez
- José Rodríguez Marfil "Taylor"
- José Gabriel González Moncayo
- Alex Araguez
- Juan Pérez España
- Antonio Gutiérrez
- Martín Vadillo Rivero
- Fernando Hierro
- Esteban Vigo
- Damián Ramírez Carmona
- José Carlos Fernández "Tello"
- Antonio Hierro
- Manolo Hierro
- Juan Azuaga
- Paco Sierra
- Francisco Javier López Bravo
- Miguel Ángel Burrezo
- Alfonso Vera Quintero
- Manolo Camacho